# St. Francis (Maine)
St. Francis (französisch Saint-François) ist eine Town im Aroostook County des Bundesstaates Maine in den Vereinigten Staaten. Sie befindet sich nahe der kanadischen Grenze am Saint John River. Im Jahr 2020 lebten dort 438 Einwohner in 299 Haushalten auf einer Fläche von 78,8 km².

## Geografie
Nach Angaben des United States Census Bureau hat die Town eine Fläche von 78,8 km²; 77,2 km² davon entfallen auf Land und 1,6 km² auf Gewässer.

### Geografische Lage
St. Francis liegt im Norden des US-Bundesstaates Maine, nahe der kanadischen Grenze und knapp 325 km nördlich von der Hauptstadt des Bundesstaates Augusta. Die Grenze zu Kanada verläuft durch den Saint Johns River, an dessen Südufer sich das Gebiet der Town St. Francis befindet. Auf dem Gebiet befinden sich mehrere kleinere Seen, wie der Bran Lake und der McLean Lake. Die Oberfläche ist hügelig, höchste Erhebung ist der 598 m hohe McLean Mountain. Er befindet sich im Süden der Town.

### Nachbargemeinden
Alle Entfernungen sind als Luftlinien zwischen den offiziellen Koordinaten der Orte aus der Volkszählung 2010 angegeben.
- Norden: Saint-François-de-Madawaska, Madawaska County, New Brunswick, Kanada, 18,3 km
- Osten: St. John Plantation, 14,3 km
- Süden: Unorganized Territory von Northwest Aroostook, 36,3 km
- Westen: Allagash, 26,5 km
- Nordwesten: Unorganized Territory von Northwest Aroostook, 36,3 km

### Stadtgliederung
In St. Francis gibt es mehrere Siedlungsgebiete: Back Settlement, Bradbury, Cottage (ehemalige Eisenbahnstation) und St. Francis.

### Klima
Die mittlere Durchschnittstemperatur in St. Francis liegt zwischen −13,3 °C (8° Fahrenheit) im Januar und 16,7 °C (62° Fahrenheit) im Juli. Damit ist der Ort gegenüber dem langjährigen Mittel der USA um etwa 10 Grad kühler. Die Schneefälle zwischen Oktober und Mai liegen mit über fünfeinhalb Metern knapp doppelt so hoch wie die mittlere Schneehöhe in den USA, die tägliche Sonnenscheindauer liegt am unteren Rand des Wertespektrums der USA.

## Geschichte
Als Plantation wurde St. Francis am 29. Mai 1875 organisiert, die Gründung der Town erfolgte am 1. März 1967. Ursprünglich wurde das Gebiet als Township No. 17, Ninth Range West of the Easterly Line of the State (T17 R9 WELS) bezeichnet.
Das Gebiet wurde im 18. Jahrhundert zuerst durch französischsprechende Akadier besiedelt, die auf der Flucht vor den Briten waren und durch französischsprechende Kanadier. Später siedelten sich auch englischsprechenden Einwohnern aus dem Süden Maines an. Noch heute sind 61,0 % der Bewohner französischsprachig.

### Einwohnerentwicklung
| Volkszählungsergebnisse – Town of St. Francis, Maine | Volkszählungsergebnisse – Town of St. Francis, Maine | Volkszählungsergebnisse – Town of St. Francis, Maine | Volkszählungsergebnisse – Town of St. Francis, Maine | Volkszählungsergebnisse – Town of St. Francis, Maine | Volkszählungsergebnisse – Town of St. Francis, Maine | Volkszählungsergebnisse – Town of St. Francis, Maine | Volkszählungsergebnisse – Town of St. Francis, Maine | Volkszählungsergebnisse – Town of St. Francis, Maine | Volkszählungsergebnisse – Town of St. Francis, Maine | Volkszählungsergebnisse – Town of St. Francis, Maine |
| Jahr                                                 | 1800                                                 | 1810                                                 | 1820                                                 | 1830                                                 | 1840                                                 | 1850                                                 | 1860                                                 | 1870                                                 | 1880                                                 | 1890                                                 |
| ---------------------------------------------------- | ---------------------------------------------------- | ---------------------------------------------------- | ---------------------------------------------------- | ---------------------------------------------------- | ---------------------------------------------------- | ---------------------------------------------------- | ---------------------------------------------------- | ---------------------------------------------------- | ---------------------------------------------------- | ---------------------------------------------------- |
| Einwohner                                            |                                                      |                                                      |                                                      |                                                      |                                                      |                                                      |                                                      | 253                                                  | 299                                                  | 461                                                  |
| Jahr                                                 | 1900                                                 | 1910                                                 | 1920                                                 | 1930                                                 | 1940                                                 | 1950                                                 | 1960                                                 | 1970                                                 | 1980                                                 | 1990                                                 |
| Einwohner                                            | 568                                                  | 918                                                  | 1241                                                 | 1367                                                 | 1489                                                 | 1384                                                 | 1058                                                 | 811                                                  | 839                                                  | 683                                                  |
| Jahr                                                 | 2000                                                 | 2010                                                 | 2020                                                 | 2030                                                 | 2040                                                 | 2050                                                 | 2060                                                 | 2070                                                 | 2080                                                 | 2090                                                 |
| Einwohner                                            | 577                                                  | 485                                                  | 438                                                  |                                                      |                                                      |                                                      |                                                      |                                                      |                                                      |                                                      |

## Wirtschaft und Infrastruktur

### Verkehr
Die Maine State Route 161, deren Endpunkt die benachbarte Town Allagash ist, verläuft entlang des Saint John Rivers durch St. Francis. In Richtung Osten verbindet sie St. Francis mit Fort Fairfield führt. Des Weiteren befindet sich im Ort ein Eisenbahnanschluss, über den man die nächstgelegenen größeren Orte Fort Kent und Madawaska erreichen kann. Der nächstgelegene Flughafen mit Linienflugangebot befindet sich in Presque Isle.

### Öffentliche Einrichtungen
Es gibt keine öffentliche Bibliothek in St. Francis, die nächstgelegene ist die Faye O`Leary Hafford Library in Allagash. In der Town befindet sich eine Feuerwehr, das St. Francis Fire Department.
St. Francis verfügt über kein eigenes Krankenhaus. Das nächstgelegene ist das Northern Maine Medical Center in Fort Kent.

### Bildung
St. Francis gehört mit Allagash, Eagle Lake, Fort Kent, New Canada, Saint John Plantation, Wallagrass und der Winterville Plantation zum Maine School Administrative District #27.
Im Schulbezirk werden den Schulkindern mehrere Schulen angeboten:
- Community High School in Fort Kent
- Eagle Lake Elementary School in Eagle Lake
- Fort Kent Elementary School in Fort Kent
- Saint Francis Elementary School in Saint Francis
- Wallagrass Elementary School in Wallagrass